# Съзнание (1923 – 1937)
Вижте пояснителната страница за други значения на Съзнание.
„Съзнание“, с подзаглавие Орган на българската секция при Уъркърс Парти, е комунистически вестник на имиграцията в САЩ.

## История
Започва да се издава на 15 декември 1923 година. Излиза всеки петък в Детройт, Мичиган. 1 февруари 1938 година в Детройт. Мотото му е „Цялата власт на работническо-селското правителство“. От 6 брой на VІІ годишнина (7 февруари 1929 г.) подзаглавието му е Орган на Работническата (ком.) партия на български; от VІІІ годишнина (1930) - Орган на Комунистическата партия в САЩ, а от ХІV годишнина (1937) - Орган на Българо-македонските работнически просветни клубове в САЩ. Редактори са Тодор Цеков и Р. Радулов, а по-късно А. Каменови и К. Д. Минчев. Негов наследник е „Народна воля“.